# Aegithalos iouschistos
chapim-de-testa-ruiva ou chapim-rabilongo-de-testa-ruiva (Aegithalos iouschistos) é uma espécie de ave da família Aegithalidae.
Pode ser encontrada nos seguintes países: Butão, China, Índia, Myanmar e Nepal.
Os seus habitats naturais são: florestas boreais e florestas temperadas.